# Bjarne Dalsgaard Svendsen
Bjarne Dalsgaard Svendsen (født 1959), er uddannet journalist, men lever af at skrive og oversætte bøger. Han debuterede i 1993 med fremtidsromanen Rejsen til det ukendte og modtog i 1999 Gyldendals børnebogslegat.